# Voi
Voi ist eine Marktstadt in Südkenia, am Rand des Tsavo-West-Nationalparks.
Voi hat zwei Bahnhöfe. Die erste und älteste Station ist die der Uganda-Bahn, die von den britischen Kolonialherren zwischen 1895 und 1901 gebaut wurde und Mombasa mit Uganda verband. Hier existierte auch eine Abzweigung zu einer kleineren, jetzt aufgegebenen Linie nach Moshi und Arusha in Tansania. Der Personenverkehr auf der alten Eisenbahn wurde im Mai 2017 eingestellt.  Der zweite, neuere Bahnhof dient der Bahnstrecke Mombasa–Nairobi mit täglichem Halt.
Voi ist die Hauptstadt des Voi (Subcounty) sowie größte Stadt im Taita-Taveta County. Voi ist ein Marktplatz für Agrar- und Fleischprodukte aus den fruchtbaren Taita Hills sowie der Umgebung.